# Calum Mallace
Calum Mallace est un footballeur écossais né le 10 janvier 1990 à Torphichen. Il évolue au poste de milieu défensif avec le Bold d'Austin en USL Championship.

## Biographie
Bien qu'originaire d'Écosse, Calum Mallace grandit dans le Minnesota aux États-Unis. Il intègre l'Université de Marquette où il joue au soccer en NCAA avec les Golden Eagles. Après ses quatre années de soccer collégial, il devient le premier joueur de Marquette à être inviter au camp de détection de la MLS. Fort de ses performances lors de ce camp, il est repêché en 20e position par l'Impact de Montréal lors de la MLS SuperDraft 2012.
Le 17 juillet 2013, il est prêté en même temps que son coéquipier Siniša Ubiparipović au Minnesota United FC en NASL.
Entré en jeu à la 65e minute du match retour quart-de-finale de la ligue des Champions 2015, Mallace récupère le ballon dans la surface de son gardien à la dernière minute des arrêts-de-jeu. Il efface un adversaire et, du milieu de son camp, envoie une longue passe lumineuse dans la surface adverse à Cameron Porter qui inscrit le but de la victoire contre le CF Pachuca.

## Palmarès
- Championnat canadien
  - Vainqueur : 2013 et 2014 avec l'Impact de Montréal

- Walt Disney World Pro Soccer Classic
  - Vainqueur : 2013 avec l'Impact de Montréal

## Statistiques
| Saison                | Club                    | Championnat           | Championnat | Championnat | Coupe(s) nationale(s) | Coupe(s) nationale(s) | Compétition(s) continentale(s) | Compétition(s) continentale(s) | Compétition(s) continentale(s) | Séries | Séries | Total | Total |
| Saison                | Club                    | Division              | M.          | B.          | M.                    | B.                    | Comp.                          | M.                             | B.                             | M.     | B.     | M.    | B.    |
| 2012                  | Impact de Montréal      | MLS                   | 4           | 0           | 0                     | 0                     | -                              | -                              | -                              | -      | -      | 4     | 0     |
| 2013                  | Impact de Montréal      | MLS                   | 2           | 0           | 1                     | 0                     | LCC                            | -                              | -                              | 0      | 0      | 3     | 0     |
| 2013                  | Minnesota United (prêt) | NASL                  | 12          | 1           | -                     | -                     | -                              | -                              | -                              | -      | -      | 12    | 1     |
| 2014                  | Impact de Montréal      | MLS                   | 23          | 1           | 3                     | 0                     | LCC                            | 3                              | 0                              | -      | -      | 29    | 1     |
| 2015                  | Impact de Montréal      | MLS                   | 26          | 0           | 3                     | 0                     | LCC                            | 6                              | 0                              | 3      | 0      | 38    | 0     |
| 2016                  | Impact de Montréal      | MLS                   | 18          | 0           | 0                     | 0                     | -                              | -                              | -                              | 3      | 0      | 21    | 0     |
| 2017                  | Impact de Montréal      | MLS                   | 7           | 0           | 1                     | 0                     | -                              | -                              | -                              | -      | -      | 8     | 0     |
| 2017                  | Seattle Sounders FC     | MLS                   | 0           | 0           | 0                     | 0                     | LCC                            | 0                              | 0                              | 0      | 0      | 0     | 0     |
| 2018                  | Los Angeles FC          | MLS                   | 5           | 0           | 2                     | 0                     | -                              | -                              | -                              | -      | -      | 7     | 0     |
| 2019                  | Austin Bold FC          | USLC                  | 19          | 0           | 2                     | 0                     | -                              | -                              | -                              | -      | -      | 21    | 0     |
| Total sur la carrière | Total sur la carrière   | Total sur la carrière | 116         | 2           | 12                    | 0                     | -                              | 9                              | 0                              | 6      | 0      | 143   | 2     |